# Gerrit Gerritse sr.
Gerrit Gerritse sr. (Dordrecht, 20 december 1899 - aldaar, 28 oktober 1972) was een Nederlands architect.
Hij ontwierp onder meer de Kerk van de Eenheid in Christus te Son.
- International Standard Name Identifier: 0000 0003 9684 7304
- Nederlandse Thesaurus van Auteursnamen: 256313334
- Virtual International Authority File: 291797937